# 하후란
하후란(夏侯蘭, ? ~ ?)은 중국 후한 말의 인물로 기주 상산국 사람이다. 원래 조조를 섬겼는데 박망 전투에서 유비에게 생포당했다. 동향 사람 조운의 추천으로 유비를 섬기게 되었다.

## 생애
202년(건안 7년) 유비가 하후돈을 박망(博望)으로 유인하여 무찌를 때 하후란을 생포하였다. 안면이 있었던 동향 사람 조운이 하후란은 법률에 밝다며 유비에게 천거하였다. 이에 군정(軍正)이 되었다. 조운과 가까이 지내지는 못했다.

## 삼국지연의
사서가 아닌 소설 《삼국지연의》에서는 하후돈이 신야로 출정하는 장면에서 그 부장으로 등장한다.(작중 208년) 조운과 동향이라는 말은 나오지 않는다. 하후돈군은 제갈량의 화공에 당해 전멸당한다. 하후란은 한호와 함께 군량과 말꼴을 건져보려 하지만 장비를 만나 수합 만에 창에 찔려 죽는다.

## 참고 문헌
- 《조운별전》 ; 배송지 주석, 《삼국지》36권 촉서 제6 조운에서 인용